# Groupe Moniteur
Le Groupe Moniteur est un groupe de presse français spécialisé dans la presse professionnelle, constitué autour de son titre phare, Le Moniteur des travaux publics et du bâtiment, revue hebdomadaire créée en 1903 par Louis Dubois et éditée par la maison d’édition éponyme. En 2013, à la suite d'une fusion-acquisition le groupe est repris par Infopro Digital.

## Historique
Le Groupe Moniteur s'est progressivement constitué autour du titre Moniteur des travaux publics dont le premier numéro parait en 1903, l’objectif du journal étant d’apporter des informations utiles aux professionnels, notamment les nouvelles réglementations des travaux publics puis des annonces judiciaires et légales à partir de 1908.
En 1931, Le Moniteur édite son premier livre sous la marque « Le Moniteur », puis en 1936 la revue devient Le Moniteur des travaux publics et du bâtiment. Le titre l’Actualité juridique est lancé en 1945; il sera cédé en l'an 2000.
Le moniteur ouvre  en 1968 une librairie, la librairie du Moniteur, rue du Faubourg Saint-Honoré à Paris.
Le Moniteur est racheté en 1970 par le groupe Usine Publications, propriétaire notamment de L’Usine nouvelle, et continue son expansion en ouvrant une seconde librairie du Moniteur rue d’Uzès à Paris. Usine Publications sera à son tour racheté par Havas, puis fusionné au sein de la Compagnie européenne de publications (CEP). Le Moniteur lance la revue Les Cahiers techniques du bâtiment (CTB), destiné à aider l'ensemble des professionnels pour concevoir, construire, et exploiter les bâtiments.
En 1977, le Moniteur prend des parts au capital de la SARL « L’Action municipale » qui édite les revues La Gazette des communes et du personnel communal et L’Action municipale.
En 1980, une troisième librairie du Moniteur est ouverte à Paris, place de l’Odéon, et en 1981 les revues La Gazette des communes et du personnel communal et L’Action Municipale fusionnent pour devenir La Gazette des communes, des départements et des régions.
En 1983 a lieu le lancement de la base de données des prix de la construction, Batiprix. La même année, Le Moniteur reprend la revue Architecture Mouvement Continuité (AMC), qui devient AMC Le Moniteur Architecture , et le groupe relance le prix de l'Équerre d'argent de l'architecture initialement lancé en 1960 par la revue L'Architecture française et qui avait disparu en 1974 en même temps que cette dernière.
En 1985, Le Moniteur lance son service Minitel appelé Monitel ainsi que la lettre « ICL Informatique et Collectivités locales » et les journées « Informatique et collectivités locales ».
Début de la revue Matériels et Chantiers en 1986, qui deviendra Le Moniteur Matériels puis lancement en  1988 de la revue Moniteur Campus.
Avec la création d'évènements professionnels, de suppléments, de hors-séries et d'autres titres très spécialisés, dépassant le cadre de la presse professionnelle à partir de 1995 Le Moniteur devient officiellement un groupe. Toujours en expansion le groupe développe des salons, des formations, des bases de données et des services numériques au service des acteurs publics et privés de la construction et des collectivités locales devenant un groupe d’information et de services.
Très présent sur Internet depuis la fin des années 1990, le groupe s'est également spécialisé dans le domaine des collectivités locales, avec les titres La Gazette des communes, dont le site internet est très suivi. En mars 2010, selon l'OJD internet, le Groupe Moniteur était en tête des groupes de presse, en visites et en pages vues, avec 4,21 millions de visites et 22,13 millions de pages vues.
L'hebdomadaire Le Moniteur des travaux publics et du bâtiment, qui est l’un des dix premiers magazines économiques français, et le premier titre de presse professionnelle, tous secteurs confondus, avec une diffusion hebdomadaire 43 376 exemplaires payés en 2010.
En 2006 la société d'investissement britannique Bridgepoint prend le contrôle du groupe en achetant 97 % de parts, avec un montant de fonds gérés de près de 6 milliards d'euros, qui a réalisé en France plus de quarante opérations financières dans des secteurs très divers. Le Moniteur est cité comme emblématique d'une tendance ayant touché la presse française dans les années 2000, dans une analyse du cabinet d'études financières Xerfi, avec un accroissement très rapide de la rentabilité par des économies de coûts de personnel. 
Les résultats d'une enquête sur le climat social interne a fait émerger des besoins de prévention des risques psychosociaux dans l'entreprise, à la suite des restructurations qui ont suivi son rachat. En janvier [Quand ?], une expertise commandé par le CHSCT du groupe moniteur au cabinet d'études Alternatives ergonomiques a laissé transparaître que « l’annonce du plan de sauvegarde de l'emploi (PSE) [avait] entraîné un effet de démotivation et de doute, jusqu’à la perte de confiance » y compris chez les cadres ayant été financièrement associés au LBO, alors que "le Groupe Moniteur se situe dans un secteur de prestations intellectuelles", en tant que groupe de presse haut de gamme.
Un an et demi après avoir émis le souhait de vendre le groupe Moniteur (Info Services Holding) par ailleurs fortement endetté, le groupe actionnaire Bridgepoint finalise la vente d'Info Services Holding le 20 décembre 2013 à Infopro digital (Apax Partners),.

## Présentation
Présidé de 2010 à 2013 par Guillaume Prot, le groupe fédère plus de 30 publications et plus de 30 sites internet et services numériques, pour un chiffre d'affaires total de 129 millions d'euros en 2010. Il est, depuis son rachat, présidé par Christophe Czajka. Il employait en 2010 un millier de salariés, dont plus de 150 journalistes et des centaines de pigistes. Il est implanté dans sept villes de France, dont Paris. Le résultat net d’exploitation 2008 s'est élevé à 36,7 millions d’euros, soit un taux de rentabilité de 25 % en 2008, avec en moyenne un taux de profitabilité double de celui de la moyenne de la presse. 

## Publications
Le groupe Moniteur est en particulier l’éditeur d’une vingtaine de revues, dont Les Cahiers techniques du bâtiment, Contrats publics ou encore AMC, spécialisée dans l’actualité architecturale. Ses librairies (trois à Paris, rue d'Uzès, place de l'Odéon et à la Cité de l'Architecture et du Patrimoine) sont tournées exclusivement vers le public professionnel. Chaque année, le groupe décerne à une ville de France le "Trophée d'Aménagement urbain", qui salue « l'une des plus remarquables opérations d'embellissement d'une ville ».